# Counties Manukau Rugby Football Union
Counties Manukau Rugby Football Union è l'organo di governo del rugby a 15 nel distretto neozelandese di Franklin e nella regione meridionale di Auckland; la sua squadra maschile compete nel campionato nazionale delle province, la Mitre 10 Cup.
Si tratta di una delle più giovani federazioni provinciali neozelandesi, essendo nata nel 1955 da una scissione da Auckland.
La squadra maschile ha vinto un campionato nazionale provinciale nel 1979, quella femminile ha vinto il corrispondente torneo di categoria del 2016.
Counties Manukau afferisce alla franchise di Super Rugby degli Chiefs e la squadra disputa i suoi incontri interni al Growers Stadium di Pukekohe.
I suoi colori sociali sono il nero e il rosso.

## Storia
Nel 1926 nacque a Pukekohe un sub-comitato della provincia rugbistica di Auckland che successivamente raggiunse lo status autonomo nel 1955 e assunse nel 1956 il nome di Counties; per un quarantennio quella fu la denominazione ufficiale della federazione provinciale, fino al 1996 quando fu adottato il nome attuale di Counties Manukau.

## Palmarès
- National Provincial Championship: 1
1979